# TV Off
TV Off è un singolo del rapper statunitense Kendrick Lamar, pubblicato il 26 novembre 2024 come secondo estratto dal suo sesto album in studio GNX. Il brano vede la collaborazione del rapper statunitense Lefty Gunplay.

## Antefatti
Molti hanno notato le similarità del brano alla diss track di Kendrick Lamar rivolta a Drake Not like Us, pubblicata a maggio 2024. Secondo quanto affermato da Mustard, che ha prodotto entrambe le tracce, le similarità erano volute e i due brani erano stati registrati intorno allo stesso periodo.

## Descrizione
TV Off, prodotto da Sounwave, Jack Antonoff, Mustard, Kamasi Washington e Sean Momberger, è un brano West Coast hip hop diviso in due parti da un beat switch intorno al secondo minuto e contiene campionamenti di MacArthur Park di Monk Higgins e di The Black Hole - Ouverture di John Barry. Successivamente al beat switch si può sentire la tag di Mustard, seguita da Lamar che urla il nome del produttore mentre sono aggiunte le percussioni; l'urlo del rapper è rapidamente diventato un meme.

## Accoglienza
Zachary Horvath di HotNewHipHop ha definito il brano uno «pseudo-sequel» di Watch the Party Die, brano pubblicato da Lamar esclusivamente sui suoi profili social media a settembre 2024, poiché promuove l'idea di resettare la cultura nella musica rap. Nonostante le superficiali somiglianze con Not like Us, le distinzioni spiccano soprattutto sul fronte del testo, in cui Lamar offre la sua posizione critica nei confronti dei social media e della distorsione della realtà associata ad essi. Alphonse Pierre di Pitchfork ha affermato che «Il retro di Mustard di TV Off è annegato da trombe rumorose e scadenti che sembrano fatti per diventare scemi in uno spot della Nike».

## Classifiche
| Classifica (2024-25) | Posizione massima |
| -------------------- | ----------------- |
| Australia            | 12                |
| Austria              | 21                |
| Canada               | 7                 |
| Corea del Sud        | 197               |
| Danimarca            | 24                |
| Finlandia            | 39                |
| Francia              | 64                |
| Germania             | 26                |
| Grecia               | 2                 |
| Irlanda              | 5                 |
| Islanda              | 12                |
| Israele              | 50                |
| Italia               | 69                |
| Lettonia             | 6                 |
| Lituania             | 8                 |
| Lussemburgo          | 11                |
| Norvegia             | 17                |
| Nuova Zelanda        | 5                 |
| Paesi Bassi          | 17                |
| Polonia              | 41                |
| Regno Unito          | 6                 |
| Repubblica Ceca      | 56                |
| Singapore            | 24                |
| Slovacchia           | 21                |
| Stati Uniti          | 2                 |
| Sudafrica            | 4                 |
| Svezia               | 22                |
| Svizzera             | 19                |
| Ungheria             | 39                |